# Nicolás Keenan
Nicolás Keenan né le 6 mai 1997 à Buenos Aires, est un joueur de hockey sur gazon argentin. Il évolue au poste d'attaquant au HC Klein Zwitserland et avec l'équipe nationale argentine.

## Carrière

### Jeux olympiques
- Top 8 : 2020